# Sternberger Hostienschänderprozess

Sternberger Notgeldschein von 1922 – Bildunterschrift: „Der Feuertod der Hostienfrevler zu Sternberg 24 Okt. 1492“

Der Sternberger Hostienschänderprozess, auch als Sternberger Judenprozess oder Sternberger Judenpogrom bezeichnet, war ein öffentlich geführter Prozess gegen Juden aus ganz Mecklenburg, denen man Hostienfrevel vorwarf. Im Ergebnis wurden 27 Juden zum Feuertod verurteilt und am 24. Oktober 1492 vor den Toren der Stadt Sternberg auf dem Scheiterhaufen hingerichtet. Der Hügel, auf dem der Scheiterhaufen stand, wird bis heute Judenberg genannt.

## Legende und historischer Hintergrund

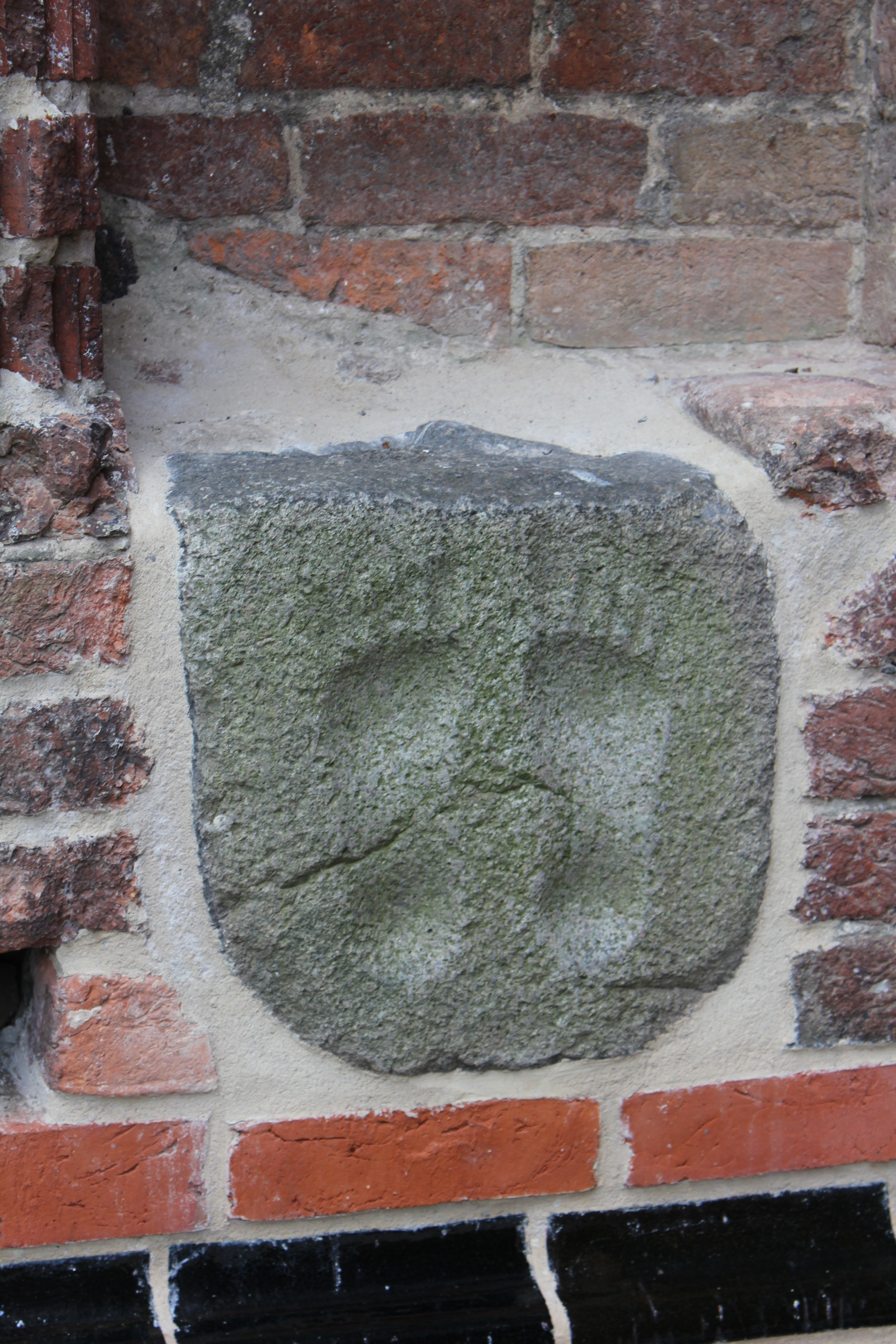
Die angeblichen Fußabdrücke der Frau des Eleasar

Nach einer in verschiedenen Varianten überlieferten Legende ging dem Sternberger Judenpogrom Folgendes voraus:

„Im Jahre 1492 soll der Priester Peter Däne dem Juden Eleasar zwei geweihte Hostien verkauft haben. Man unterstellte den Juden, die Hostien auf der Hochzeitsfeier von Eleasars Tochter mit Nadeln durchstochen zu haben, so dass Blut daraus floss. Es wird erzählt, dass der Gastgeber daraufhin seine Frau angewiesen hat, die in ein Tuch gewickelten Hostien außerhalb der Stadt in den Mühlbach zu werfen, was ihr aber nicht gelang. Vor dem Mühltor versank sie mit beiden Füßen im Steinpflaster, konnte nur noch rückwärts heraus und brach vor ihrem Haus tot zusammen. Die Abdrücke ihrer Füße soll man tags darauf in einem Stein am Stadttor gefunden haben.“

Am 20. Juli 1492 hatte die Tochter des in Sternberg wohnenden Juden Eleasar geheiratet. Im darauffolgenden Monat zeigte Peter Däne – Vikar an dem Altare Aller Heiligen in Sternberg – die auf der Hochzeitsfeier anwesenden Juden, darunter viele aus ganz Mecklenburg, wegen Hostienfrevels beim Schweriner Dompropst an. Däne behauptete, die Frau des Juden Eleasar habe ihm am 21. August 1492 geschändete und blutbefleckte Hostien übergeben, nachdem ihr Versuch, diese in den Mühlbach zu werfen, gescheitert war. Anschließend, so Däne, habe er die Hostien auf dem ehemaligen Fürstenhof in Sternberg vergraben. Die anscheinend von Blut rot verfärbten Hostien wurden am 29. August 1492 an der von ihm bezeichneten Stelle gefunden. Daraufhin ließen die Landesherren alle Mecklenburger Juden verhaften und unterzogen sie am 22. Oktober 1492 in Sternberg einer peinlichen Befragung. Im Ergebnis der Verhöre wurden 65 Juden für schuldig befunden, fünf sollen die Hostien durchstochen und 60 Beihilfe geleistet haben. Der Jude Eleasar war nicht auffindbar. Sein Haus wurde abgebrochen und lag als „verbannter Platz“ noch lange wüst. Die Urgicht, das durch Folter erpresste Geständnis des Hostienfrevels, wurde als Inschrift in eine Brettertafel eingearbeitet. In diesem den Prozess abschließenden Geständnis der Juden und des Priesters behauptete Peter Däne, er selbst habe dem Juden Eleasar zwei geweihte Hostien im Tausch gegen einen zuvor verpfändeten Grapen ausgeliefert. Nach dem Verhör wurde Däne nach Rostock gebracht, durch ein geistliches Gericht zum Feuertod verurteilt und am 13. März 1493 vor der Stadt hingerichtet. Die Tafel mit der Urgicht wurde im Sternberger Rathaussaal – dem Versammlungsraum des Mecklenburger Landtages – angebracht. Sie wurde 1659 bei einem Feuer zerstört. Der Text liegt heute als Abschrift vor, während ein erstes Verhörprotokoll – unmittelbar nach Anzeige des Hostienfrevels aufgenommen – im Landeshauptarchiv Schwerin im Original aufbewahrt wird. Die Urgicht hatten die Juden im Beisein der Mecklenburger Herzöge Magnus II. und Balthasar, der Landesherren der angrenzenden Fürstentümer sowie mehrerer Bischöfe, geleistet. Genannt werden im Magdeburger Einblattdruck von 1492 der Kurfürst Johann von Brandenburg (Cicero), Herzog Heinrich der Ältere von Braunschweig und Lüneburg, der Herzog Bogislaw X. von Pommern, der Erzbischof von Magdeburg Ernst II. von Sachsen, der Bischof von Ratzeburg Johannes Parkentin, der Bischof von Cammin Benedikt von Waldstein und der Bischof von Schwerin Konrad Loste, in dessen Bistum Sternberg lag. Die Magdeburger Flugschrift von 1492 schließt mit einem Aufruf an alle Fürsten und Stadträte, ihre Juden ebenfalls zu vertreiben.

## Politische Folgen des Sternberger Judenpogroms
Nach dem Sternberger Judenpogrom mussten alle Juden – insgesamt 247 Personen – Mecklenburg verlassen. Ihr Vermögen wurde von den Mecklenburger Herzögen eingezogen und sämtliche Schulden für ungültig erklärt. Die Jüdischen Gemeinden außerhalb Mecklenburgs verhängten daraufhin einen Bann über das Land. Dieser verbot es den Juden fortan, sich in Mecklenburg niederzulassen. Erst als Anfang des 18. Jahrhunderts der Bann seine Wirkung verlor, siedelten sich wieder jüdische Familien in Mecklenburg an.
Ebenso wie die Mecklenburger Herzöge vertrieb 1492 auch der Herzog von Pommern, Bogislaw X., die ansässigen Schutzjuden aus seinem Herrschaftsbereich. Dabei handelte es sich um 22 im Judenprivileg vom 30. Dezember 1481 namentlich aufgeführte Juden und deren Familien, die in den Städten Damm, Pyritz, Gartz und Greifenhagen lebten. Erst für das zweite Jahrzehnt des 16. Jahrhunderts ist der Aufenthalt von Juden in Pommern wieder nachweisbar.
1493 verwies der Erzbischof von Magdeburg, der am Sternberger Hostienschänderprozess als Richter beteiligt war, alle Juden aus dem Erzstift Magdeburg. Vorausgegangen waren 1492 heftige Auseinandersetzungen zwischen dem Erzbischof als dem Schutzherren der Juden und dem Rat der Altstadt Magdeburg. Grund war ein Konflikt zwischen Bürgern der Stadt und der Jüdischen Gemeinde in der Magdeburger Vorstadt Sudenburg im Mai 1492, bei dem der Erzbischof die Juden noch verteidigte. Die Magdeburger Juden erhielten den Erlös aus dem Verkauf ihrer Grundstücke, die der Rat von Sudenburg auf erzbischöflichen Befehl erwerben musste, und durften ihre fahrende Habe mitnehmen. Für den Gebrauch der Grundstücke musste der Sudenburger Rat jährlich zweimal 65 rheinische Gulden Zins für den erzbischöflichen Tisch zahlen. Das ehemalige Judendorf erhielt den Namen Mariendorf und wurde zu einem Teil von Sudenburg. Die Synagoge wurde in eine Marienkapelle umgewandelt, ebenso wie zwischen 1349 und 1519 im deutschsprachigen Raum noch 15 weitere.
In den folgenden Jahren wiesen auch die Bischöfe der Magdeburger Suffragandiözesen Naumburg-Zeitz und Merseburg ihre Schutzjuden aus. Der Merseburger Bischof Thilo von Trotha lehnte noch 1493 die vom Magdeburger Erzbischof geforderte Ausweisung der Juden ab. Erst nach seinem Tod 1514 wurden die Juden von seinem Nachfolger Adolf von Anhalt-Zerbst vertrieben. 1494 erhielten die Bischofsstädte Naumburg und Zeitz von Bischof Johann III. von Schönberg die Zusage, „die ansässigen Juden nach Ablauf ihrer Geleite und Verschreibungen zu verabschieden, aus allen Gebieten auszuweisen und auch künftig keine Juden mehr zuzulassen.“ Die Räte dieser Städte hatten sich über die von den Juden genommenen Wucherzinsen und deren rücksichtslose Eintreibung beschwert. Noch 1494 wurden alle Juden aus der Stadt Naumburg, nicht aber aus der Diözese und 1517 aus der Stadt Zeitz ausgewiesen. Zum Ersatz der ausgefallenen Judengelder hatte Naumburg jährlich 60 und Zeitz 40 rheinische Gulden an die bischöfliche Kammer zu zahlen, ablösbar mit 1200 bzw. 800 rheinischen Gulden.
1510 vertrieb Kurfürst Joachim I. die Juden aus der Mark Brandenburg. Noch 1509 hatte der Brandenburger Kurfürst 28 Juden für drei Jahre das Bleiberecht in 14 Städten der Mark gewährt. Sie zahlten dafür insgesamt ein jährliches Schutzgeld von 270 Gulden in Einzelbeträgen von 4 bis 50 Gulden. Wie in Mecklenburg ging auch hier der Judenvertreibung ein Schauprozess voraus, in welchem den Juden unterstellt wurde, während der Hochzeit Hostienfrevel begangen zu haben. Da üblicherweise bei jüdischen Hochzeiten Gäste aus der ganzen Region anwesend waren, konnte auch hier über den lokalen Rahmen hinaus Anklage gegen die Juden erhoben werden. Im Ergebnis des anschließenden Berliner Hostienschänderprozesses wurden 39 Juden auf dem Scheiterhaufen verbrannt und zwei weitere – diese waren durch Taufe zum Christentum übergetreten – enthauptet. 60 noch in Haft befindliche Juden mussten, nachdem sie Urfehde geleistet hatten, im Laufe des Jahres das Land verlassen.

## Zeitgenössische Publikationen und mediale Verbreitung

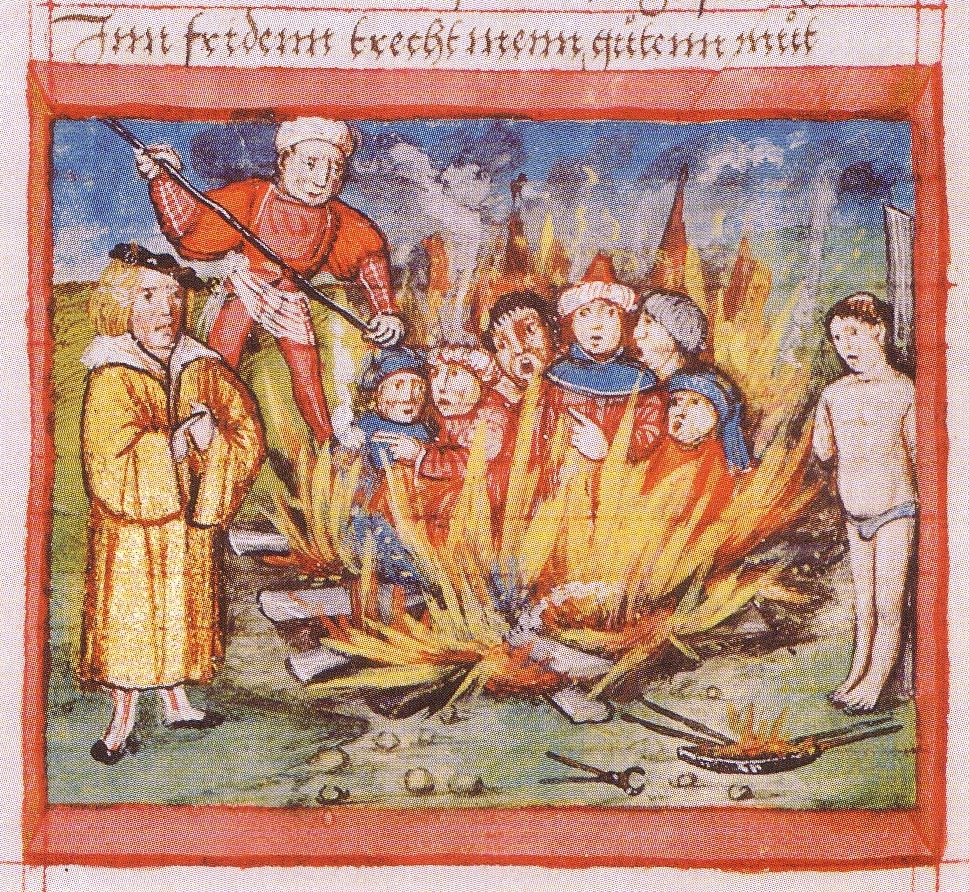
Judenverbrennung zu Sternberg unter Magnus II. (1492).

Noch 1492 wurden Druckschriften über den angeblichen Sternberger Hostienfrevel in Magdeburg, Köln und Lübeck herausgegeben. Neben kürzeren Druckschriften erschien meist auch eine umfangreiche Darstellung. In Magdeburg gab Simon Koch 1492 ein Flugblatt, eine Flugschrift und eine Monografie heraus. Durch die Erfindung des Buchdrucks konnten die Druckschriften schnell und in hoher Auflage vertrieben werden. 1493 nahm der Nürnberger Hartmann Schedel die Ereignisse in seine weit verbreitete Weltchronik auf. Der Humanist Hinrich Boger verfasste darüber ein damals oft gedrucktes Gedicht. Allein der Historiker, Jurist und mecklenburgische Hofrat Nikolaus Marschalk – ab 1510 außerordentlicher Professor an der Universität Rostock – erhob in seiner erstmals 1512 in lateinischer Sprache herausgegebenen Publikation „Mons Stellarum“ Anspruch darauf, nur die tatsächlichen Ereignisse darzustellen.
Sein ausführliches Gutachten zielte vermutlich auf die Anerkennung des den Juden unterstellten Hostienfrevels als Blutwunder durch den Papst ab.

## Hostienfrevel und Blutwunder im Mittelalter
Die Römisch-katholische Kirche hatte auf ihrem 4. Laterankonzil (1215) die Transsubstantiation – die Verwandlung von Brot und Wein in den Körper und das Blut Jesu Christi – zum Dogma erhoben. Nach katholischer Auffassung verwandeln sich demnach Hostien durch die Weihe eines Priesters im Rahmen der Eucharistiefeier in den Leib Jesu Christi. Das Durchbohren der geweihten Hostien bedeutete, die Kreuzigung Jesu Christi zu imitieren, um ihn aus Hass erneut zu martern. Als sichtbares Zeichen für einen Hostienfrevel galt das Austreten von Blut aus den durchbohrten Hostien – das Blutwunder. Unter dem Vorwurf des Hostienfrevels wurden im 14. und 15. Jahrhundert viele Prozesse gegen Juden mit vorbestimmtem Ausgang geführt – sie wurden nach kanonischem Recht meist mit dem Feuertod bestraft. Geständnisse wurden durch die peinliche Befragung erpresst. Nach der Bestrafung der vermeintlichen Frevler wurden die angeblich von diesen durchbohrten, scheinbar von Blut rot verfärbten Hostien religiös verehrt. Den zu einem anerkannten Blutwunder wallfahrenden Pilgern konnte päpstlicher Ablass gewährt werden. Ein entsprechendes Ansinnen auf Erhebung von Ablass auf das „Heilige Blut von Sternberg“ stellten die Mecklenburger Herzöge 1515 durch ihren Procurator in Rom, Nicolaus Franke.

## Reliquienverehrung und Wohlstand

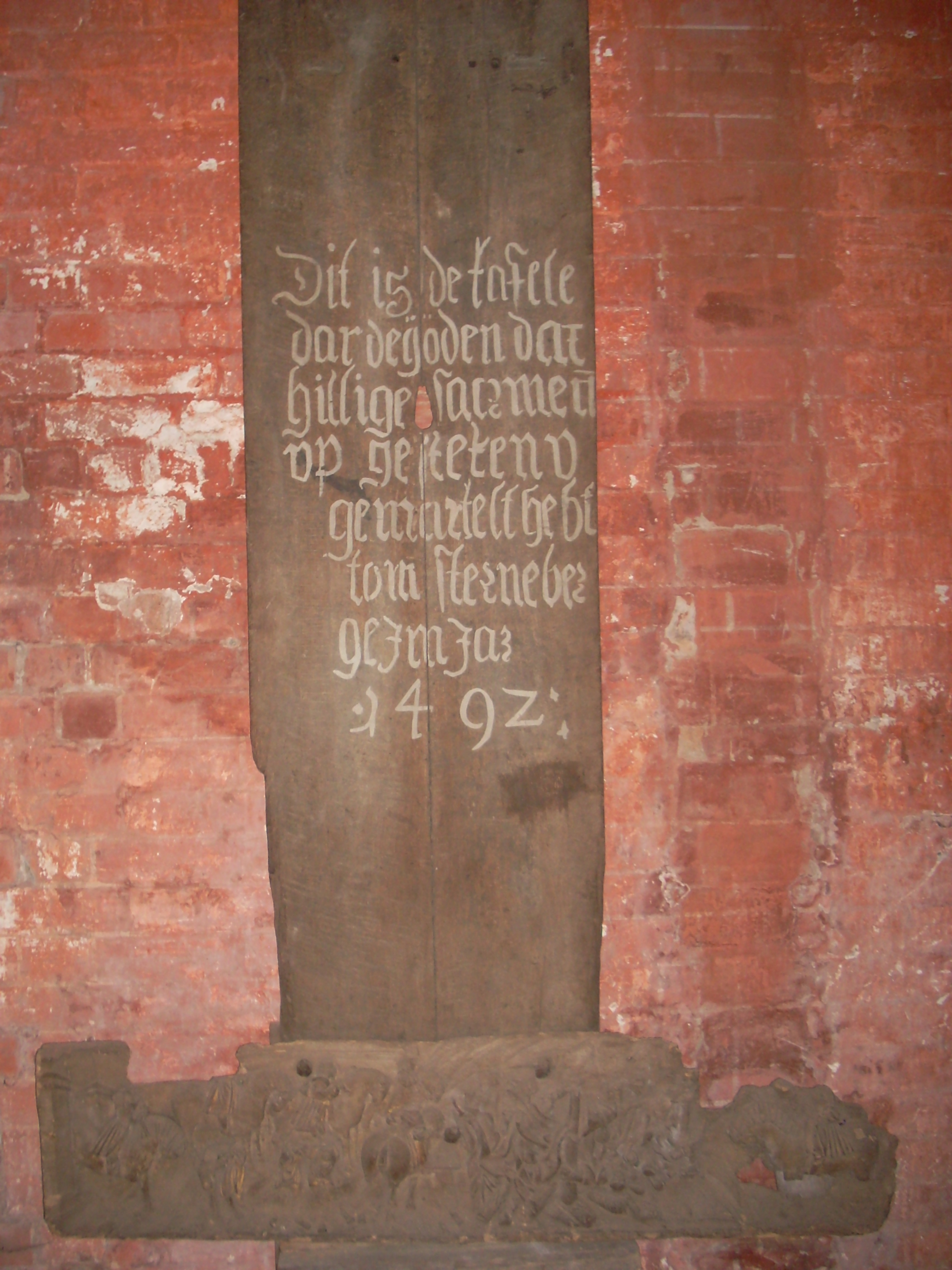
Tischplatte mit Inschrift: „Dit is de tafele dar de ÿöden dat hillige sacrament up gesteken v[nd] gemartelt hebt tom sterneberge im jar 1492.“ („Dies ist die Tafel [Tischplatte], auf der die Juden das heilige Sakrament gestochen und gemartert haben zu Sternberg im Jahr 1492.“)

Die durchbohrten und anscheinend blutbefleckten Sternberger Hostien bewahrte man in einer Monstranz in der dafür an die Sternberger Stadtkirche angebauten Kapelle des Heiligen Blutes als Objekte religiöser Verehrung auf. Wallfahrern wurde die Hostienmonstranz täglich zweimal gezeigt. Sie wurde bei einem großen Brand 1741 zerstört, der Verbleib der Hostien ist ungeklärt. Die Tischplatte, auf welcher der Hostienfrevel begangen worden sein soll, und der angeblich von Peter Däne verpfändete Grapen – darin die Pfriemen, mit denen die Hostien durchstochen worden sein sollen – wurden in der Kapelle für alle Besucher sichtbar aufbewahrt. Die früher an einem Pfeiler der Kapelle aufgehängte Tischplatte ist heute im Zugangsbereich vor der Kapelle zu sehen, während der an der Mauer aufgehängte Grapen samt den Pfriemen 1638 von einem schwedischen Reiter entwendet wurde. In die Außenmauer der Kapelle wurde ein Granitstein mit übergroßen Fußabdrücken eingelassenen, der sich auch heute noch dort befindet.
Am 19. März 1494 hatten Bischof und Domkapitel zu Schwerin zum Bau der Kapelle (1496 fertiggestellt) ihre Zustimmung gegeben und die Verteilung der Opfergaben bestimmt. Ein Drittel des Geldes erhielt der Sternberger Pfarrer und jeweils ein weiteres Drittel der Schweriner Bischof und das Domkapitel zu Schwerin – dieses Drittel wurde zunächst für den Bau der Kapelle des Heiligen Blutes verwendet – sowie das Domkollegiatstift St. Jakobi zu Rostock. Flugblätter und Drucke mit Darstellungen des Hostienfrevels sorgten dafür, dass Sternberg für kurze Zeit im gesamten Sacrum Romanum Imperium bekannt wurde und sich zum bedeutendsten und bekanntesten Wallfahrtsort Mecklenburgs entwickelte. Allein in Stralsund sahen 23 Testamente die Aussendung von Pilgern nach Sternberg vor.
Das Sternberger Pilgerzeichen, vielfach noch heute auf Kirchenglocken erhalten, stellt im Flachrelief eine doppelflügelige Monstranz bekrönt von einem Kruzifix dar. Die Flügel der Monstranz zeigen jeweils eine von zwei Engeln gehaltene Hostie. Über einem Stern im Fuß steht in Minuskelschrift: sterneberch. Schon 1494 wurden erste Pilgerzeichen auf Glocken in Mecklenburg abgegossen, später auch überregional. (Abb. s. Jörg Ansorge 2010, S. 94)
Die Kapelle besuchten um 1500 Jahr für Jahr tausende Pilger, sodass die Wunderverehrung jährlich die gewaltige Summe von 400 Gulden einbrachte. Angesichts der gewaltigen Einnahmen der Kirche ließen 1500 auch die Mecklenburger Herzöge eine Kapelle auf ihrem ehemaligen Fürstenhof in Sternberg errichten, genau dort, wo zwei der angeblich geschändeten und blutbefleckten Hostien gefunden worden waren. Im selben Jahr stifteten sie mit Erlaubnis von Papst Alexander VI. auf dem Gelände des Fürstenhofes ein Augustinerkloster, um die zahlreichen Wallfahrer aufzunehmen. Bei Papst Leo X. erstrebten sie 1515 neben einem Ablass für das „Heilige Blut“ auch die Verfügungsgewalt über die jährlich eingehenden Opfergaben, mit Ausnahme von 100 Gulden für den Sternberger Pfarrer und von 1494–1503 Schweriner Dompropst Johannes Goldenboge.
Auf Grund der Ausbreitung der Reformation in Deutschland kamen ab 1524 zunehmend weniger Pilger nach Sternberg. Das Augustinerkloster wurde 1527 aufgehoben. Nach Einführung der Reformation in Sternberg durch den Reformator Faustinus Labes hörte die Verehrung des „Heiligen Blutes“ 1533 ganz auf.

## Einordnung in den historischen Kontext
Der Sternberger Hostienschänderprozess, das anschließende Judenpogrom und die Vertreibung der Juden aus Mecklenburg standen im Spätmittelalter am Ende einer Periode von Pogromen und Judenvertreibungen im gesamten Heiligen Römischen Reich und darüber hinaus in ganz Europa. Bereits im 13. und 14. Jahrhundert waren die Juden aus England (1290) und aus Frankreich (1306/1394) vertrieben worden. Zur gleichen Zeit der Vertreibung aus Mecklenburg und Pommern wurden sie 1492 infolge der Reconquista auch aus Spanien und 1497 aus Portugal vertrieben.
Im deutschsprachigen Raum kam es im Spätmittelalter zunächst während des „Rintfleisch-Pogroms“ (1298) und der „Armledererhebung“ (1336–1338) zu Judenverfolgungen, die die gesamte Region Franken erfassten, sich darüber hinaus ausbreiteten und durch zahlreiche Pogrome gekennzeichnet waren. Zwischen 1347 und 1350 erfasste dann eine Welle von Judenpogromen das gesamte alte Reich. Ursächlich war das Auftreten der Pest, für deren Ausbrechen man die Juden verantwortlich machte. Auf Grund stark angewachsener Judenfeindlichkeit, begünstigt durch die Verschlechterung ihrer rechtlichen und wirtschaftlichen Situation, begann am Ende des 14. Jahrhunderts die Vertreibung der Juden aus den meisten landesherrlichen Territorien und Reichsstädten. Die Judenvertreibungen fanden erst im 16. Jahrhundert mit dem Beginn der Frühen Neuzeit ihren Abschluss.
Im Osten des Heiligen Römischen Reiches wurden die Juden aus den wettinischen Territorien Thüringen und Sachsen 1401 bzw. 1432 ausgewiesen, aus den landesherrlichen Städten der Mark Brandenburg erstmals 1446. Der Vertreibung der Mecklenburger Juden (1492) folgte die flächendeckende Vertreibung aus den landesherrlichen Territorien Pommern (1492), dem Erzstift Magdeburg (1493), dem Gebiet der Grafen von Schwarzburg (1496) und der Mark Brandenburg (1510), sowie die Ausweisung aus den Bischofsstädten Naumburg (1494) und Merseburg (1515). Im Südosten des Heiligen Römischen Reiches wurden die Juden 1496 flächendeckend aus der Steiermark, Kärnten und Krain und 1498 aus dem Erzstift Salzburg vertrieben. In Böhmen und Mähren entledigten sich die Städte um 1500 der ansässigen Juden. Die letzten Judenvertreibungen im Heiligen Römischen Reich erfolgten 1515 aus den Städten Ansbach und Bayreuth. Die vom Fürstbischof der Kurmainz Albrecht II. und der Reichsstadt Frankfurt am Main 1515 geplante Vertreibung aller ansässigen Juden aus der Stadt und dem gesamten Mittelrhein-Main-Gebiet scheiterte, ebenso wie sein Versuch, die Juden 1515 und 1516 aus Mainz zu vertreiben.

## Ursachen mittelalterlicher Judenfeindlichkeit
Judenpogrome sind aus Mecklenburg für Wismar (1270), Krakow am See (1325), Güstrow (1330) und Sternberg (1492) überliefert und belegen den mittelalterlichen Antijudaismus. Den Christen war es bis zum 15. Jahrhundert nach dem kanonischen Recht verboten, Geld gegen Zinsen zu verleihen, nicht so den Juden. Da ihnen das Ausüben eines zunftgemäßen Gewerbes und die Beschäftigung mit dem Ackerbau verboten waren, verdienten sie sich ihren Lebensunterhalt zumeist im Handel, als Pfandleiher oder im Zins- und Wechselgeschäft. Die Schuldner der Juden – darunter die Landesherren selbst – hatten vor allem ein finanzielles Interesse daran, ihre Gläubiger loszuwerden. Darüber hinaus versprachen Ablasshandel und Wunderverehrung der Kirche und den Landesherren beträchtliche Einnahmen. Zunehmend waren im Spätmittelalter auch Christen – nun von der Kirche geduldet – als Geldverleiher tätig, darunter auch Bürger und hohe Geistliche. Beispiele dafür sind die Fugger und Welser im süddeutschen Raum und die Ritterschaft in der Mark Brandenburg. Aber nicht nur finanzielle, sondern auch politische und religiöse Ursachen schwächten die Position der Juden als Schutzbefohlene der Landesherren. In der ihnen feindlichen, durch das Christentum geprägten Gesellschaft, wurden sie als „Agenten Satans“ angesehenen. Im Zusammenwirken führten religiöse, sozialpsychologische, politische und wirtschaftliche Momente 1492 zu den antijüdischen Aktionen in Sternberg. Auf Grund der lückenhaften Quellenlage können die Hintergründe heute nicht mehr mit letzter Sicherheit geklärt werden.
Siehe auch: Geschichte der Juden (Mittelalter)

## Publikationen nach Reformation und Aufklärung
Infolge von Reformation und Aufklärung änderte sich die Sicht auf die Vorgänge im spätmittelalterlichen Sternberg.
1845 beschrieb der mecklenburgische Historiker Georg Christian Friedrich Lisch die Sternberger Geschehnisse im Jahr 1492 in „Meklenburg in Bildern“, zwei Jahre später ausführlicher in den „Hauptbegebenheiten in der ältern Geschichte der Stadt Sternberg“, abgedruckt in den Jahrbüchern des Vereins für mecklenburgische Geschichte und Altertumskunde. Schon 1721 hatte der Sternberger Pfarrer David Franck ausführlich über die mit dem Hostienschänderprozess in Zusammenhang stehenden Ereignisse berichtet und diese kommentiert. Francks Darstellung gründete sich auf „Michael Guzmers, Predigers zu Sternberg, kurzen Bericht von den zu Sternberg verbrannten Juden“, der in Güstrow 1629 herausgegeben worden war.
1874 gab Ludwig Donath „Die Geschichte der Juden in Mecklenburg […]“ heraus und analysierte die Vorgänge aus jüdischer Sicht unter der Überschrift: „Die Juden in Sternberg und ihr Martyrium (1492)“. Einführend wies Donath auf den Sittenverfall im spätmittelalterlichen Mecklenburg hin.
Im Jahre 1922 auf dem Höhepunkt der Inflation in Deutschland druckte die Stadt Sternberg, so wie viele andere deutsche Städte in der Weimarer Republik auch, eigenes Notgeld in Form von Serienscheinen. Als Motive wählte man Darstellungen aus der Legende vom Sternberger Hostienfrevel. Die Ausgabe der Sternberger Notgeldscheine erfolgte kommentarlos „als handele es sich dabei um eine historische, wahrheitsgemäße Begebenheit.“
1988 analysierte und verglich der Historiker Fritz Backhaus die ähnlich inszenierten Hostienschänderprozesse von Sternberg (1492) und Berlin (1510). Aus heutiger Sicht wurde der angebliche Sternberger Hostienfrevel in einer Publikation des Landesamtes für Kultur und Denkmalpflege MV von 2008 betrachtet. Seit 2007 erinnert ein Mahnmal in der Kapelle des Heiligen Blutes an das „Stigma Sternbergs“.